# Hromec
Hromec is een plaats in de gemeente Đurmanec in de Kroatische provincie Krapina-Zagorje. De plaats telt 426 inwoners (2001).